# Природно-математички факултет Универзитета у Београду
Природно-математички факултет је некадашњи факултет Универзитета у Београду.
Настао је 1947. године поделом Филозофског факултета на Филозофски и Природно-математички факултет. Почетком деведесетих година 20. века, овај факултет је споразумно укинут и установљени су засебни Биолошки факултет, Географски факултет, Математички факултет, Факултет за физичку хемију, Физички факултет и Хемијски факултет.
У свакодневном говору, под скраћеницом „ПМФ“ најчешће се подразумева зграда на Студентском тргу 12-16 у којој је некада био смештен Природно-математички факултет, данас зграда у поседу Хемијског факултета, у којој простор изнајмљују институти и факултети настали из некадашњег ПМФ-а. Зграда је изграђена 1954. године према пројекту архитеката Александра Секулића и Ђорђа Стефановића, а налази се на месту некадашњег затвора „Главњача“, двоспратног здања из XIX века, близу Универзитетског парка.
Декани факултета били су:
- Љубиша Глишић 1947−1949
- Вукић Мићовић 1949−1952
- Тадија Пејовић 1952−1954
- Стојан Павловић 1954−1956
- Симеун Грозданић 1956−1958
- Татомир Анђелић 1958−1962
- Павле Радоман 1962−1963
- Боривоје Рашајски 1964−1967